# Hans Bauer
Hans Bauer (1878 - 1937) va ser un semitòleg alemany i professor de la Universitat de Halle a principis del 1930. Va estar involucrat en el desxiframent de l'alfabet ugarític en tauletes d'argila descobertes a Ras Shamra, Ugarit.